# Stephanie Bennett
Pour les articles homonymes, voir Bennett.
Stephanie Bennett est une actrice canadienne.

## Biographie
Stéphanie Bennett est une actrice canadienne née à Vancouver. Elle commence sa carrière en 2010 et elle apparaît en 2015 dans le téléfilm de Disney Channel Descendants dans lequel elle joue Blanche-Neige.

## Filmographie

### Cinéma
- 2012 : Grave Encounters 2 : Tessa
- 2014 : Leprechaun: Origins : Sophie
- 2014 : Big Eyes : étudiante #1
- 2017 : Scorched Earth : Melena

### Télévision

#### Séries télévisées
- 2011 : Hiccups (saison 2, épisode 7) : Double Parked Woman
- 2013 : Supernatural (saison 8, épisode 22) : Shelly
- 2013 : King & Maxwell (saison 1, épisode 6) : Angela Miller
- 2014 : Vous avez un message (saison 1, épisode 8) : Abby
- 2015 : iZombie (saison 1, épisode 12) : Kimber
- 2015 : UnREAL (5 épisodes) : Pepper
- 2015 : The Romeo Section (10 épisodes) : Dee
- 2016 : Motive (saison 4, épisode 5) : Miranda Hurst
- 2016-2017 : Shadowhunters: The Mortal Instruments (10 épisodes) : Lydia Branwell
- 2017 : Imposters (saison 1, épisode 10) : Kelly
- 2017 : 21 Thunder : Christy Cook
- 2017 : Lucifer (saison 3, épisode 3) : Muffy Beauregard
- 2017 : Les Voyageurs du Temps (4 épisodes) : Jenny
- 2019 : Projet Blue Book (saison 1, épisode 3) : Leigh-Ann
- 2019 : The Murders (saison 1, épisode 1) : Lisa Williams

#### Téléfilms
- 2014 : Neuf vies pour Noël (The Nine Lives of Christmas) de Mark Jean : Jaclyn
- 2015 : Mensonges et vérité (Truth & Lies) de George Erschbamer : Hannah
- 2015 : Descendants de Kenny Ortega : Blanche Neige
- 2015 : La folle histoire de "La Fête à la Maison" (The Unauthorized Full House Story) de Brian K. Roberts : Lori Loughlin
- 2015 : Une enfance volée (Stolen Dreams) de Jason Bourque : Rebecca
- 2016 : Aurora Teagarden: la maison des disparus (Aurora Teagarden Mystery: The Julius House) de Terry Ingram : Charity
- 2017 : Je ne t'oublie pas (Same Time Next Week) de Monika Mitchell : Maggie
- 2018 : On s'était dit rendez-vous... à Noël (The Christmas Pact) de Marita Grabiak : Hannah
- 2019 : Une idylle de Saint-Valentin (Valentine in the Vineyard) de Terry Ingram : Shay Michaels
- 2019 : Le dernier cœur à prendre (The Last Bridesmaid) de Mark Jean : Lucie
- 2020 : Lonestar Christmas de Lucie Guest : Erin Oliver
- 2021 : Le doux parfum de l'amour (Romance at Crystal Cove) de Nicole G. Leier : Skye Parker
- 2021 : The Nine Kittens of Christmas de David Winning : Jaclyn
- 2021 : Prise au piège dans les bois (Remote Danger) de Jason Wan Lim : Lisa
- 2022 : Listen out for Love de David I. Strasser : Peyton Pepper